# Palácio dos Terenas
O Palácio dos Terenas é uma importante casa senhorial setecentista da cidade do Porto, em Portugal.
Erguido no final do século XVIII pelos Marqueses de Terena, este palácio é um dos mais importantes da cidade do Porto.
Em 1919 foi adquirido pela Diocese do Porto que lá instalou o seu paço episcopal na sequência das nacionalizações que se seguiram à implantação da República e que causaram o seu desalojamento do morro da Sé.
O palácio foi restaurado entre 1999 e 2000, removendo-se um revestimento em azulejo colocado nos anos 30.